# Gaten Matarazzo
Gaten Matarazzo, pseudonimo di Gaetano John Matarazzo III (New London, 8 settembre 2002), è un attore statunitense.
È principalmente noto per il ruolo di Dustin Henderson nella serie televisiva di Netflix Stranger Things, con il quale si è aggiudicato uno Screen Actors Guild Award come miglior cast in una serie drammatica.

## Biografia
Gaetano John Matarazzo III, di origini italiane (ha affermato di essere originario di Avellino), all'età di 9 anni ha interpretato Benjamin nel musical Priscilla, la regina del deserto a Broadway e nel 2014 Gavroche ne Les Misérables.
Matarazzo è nato nel Connecticut, ma cresciuto in New Jersey, così come sua sorella maggiore e suo fratello minore. Soffre di disostosi cleidocranica, come il personaggio che interpreta in Stranger Things, motivo per il quale usa delle protesi dentarie nelle sue apparizioni in pubblico. Fa anche leva sulla sua fama per far conoscere meglio la patologia di cui è affetto e le sue conseguenze sulla salute.
Nel 2015 è apparso in un episodio di The Blacklist. Dal 2016 interpreta Dustin Henderson nella serie televisiva Stranger Things.

## Filmografia

### Attore

#### Cinema
- Les Miserables: The Broadway Musical, regia di Laurence Connor (2014)
- Honor Society, regia di Oran Zegman (2022)

#### Televisione
- The Blacklist – serie TV, 1 episodio (2015)
- Stranger Things – serie TV, 33 episodi (2016-2025)
- Prank Encounters - Scherzi da brivido (Prank Encounters) – serie TV, 15 episodi (2019-in corso)
- Waffles + Mochi – serie TV, 1 episodio (2021)

#### Videoclip
- Swish Swish di Katy Perry feat. Nicki Minaj (2017)
- Lost Boys Life dei Computer Games (2017)
- Meet Me on the Roof dei Green Day (2020)

### Doppiatore
- Angry Birds 2 - Nemici amici per sempre (The Angry Birds Movie 2), regia di Thurop Van Orman e John Rice (2019)
- Il drago di mio padre (My Father's Dragon), regia di Nora Twomey (2022)
- Star Wars: Rebuild the Galaxy, - serie animata, regia di Chris Buckley (2024)

## Teatro
- Priscilla, la regina del deserto, libretto di Stephan Elliott e Allan Scott, colonna sonora di autori vari. Palace Theatre di Broadway (2011)
- Les Misérables, libretto di Alain Boublil e Herbert Kretzmer, colonna sonora di Claude-Michel Schönberg. Imperial Theatre di Broadway (2014)
- Into the Woods, libretto di James Lapine, colonna sonora di Stephen Sondheim. Hollywood Bowl di Los Angeles (2018)
- Dear Evan Hansen, libretto di Steven Levenson, colonna sonora di Pasek & Paul. Music Box Theatre di Broadway (2022)
- Parade, libretto di Alfred Uhry, colonna sonora di Jason Robert Brown. New York City Center di New York (2022)
- Sweeney Todd: The Demon Barber of Fleet Street, libretto di Hugh Wheeler, colonna sonora di Stephen Sondheim. Lunt-Fontanne Theatre di Broadway (2023)

## Riconoscimenti
- MTV Movie & TV Awards
  - 2018 – Candidatura alla miglior performance di gruppo (condiviso con Sadie Sink, Finn Wolfhard, Caleb McLaughlin, Noah Schnapp) per Stranger Things[10]
- Screen Actors Guild Award
  - 2017 – Miglior cast in una serie drammatica per Stranger Things
  - 2018 – Candidatura al miglior cast in una serie drammatica per Stranger Things[11]
  - 2020 – Candidatura al miglior cast in una serie drammatica per Stranger Things[12]

## Doppiatori italiani
Nelle versioni in italiano delle opere in cui ha recitato, Gaten Matarazzo è stato doppiato da:
- Mattia Fabiano in Stranger Things, Prank Encounters - Scherzi da brivido, Honor Society, Treasurer Boys

Da doppiatore è sostituito da:
- Nanni Baldini in Lego Star Wars: Rebuild the Galaxy